# Apple Vision Pro
Apple Vision Pro là một loại kính thực tế ảo do công ty Apple phát triển, được công bố vào ngày 5 tháng 6 năm 2023 tại Hội nghị WWDC. Vision Pro dự kiến sẽ có sẵn để mua vào đầu năm 2024. Đây là loại mẫu kính thực tế ảo đầu tiên trong dòng sản phẩm của Apple và cũng là dòng sản phẩm tiêu dùng thứ năm của công ty kể từ dòng sản phẩm HomePod vào năm 2017.
Apple đã mô tả chiếc kính như là một chiếc kính có công nghệ "điện toán không gian" chứa các phương tiện kỹ thuật số được tích hợp vào trong thế giới thực và các vật lý đầu vào. Những thao tác cử chỉ có thể được sử dụng để tương tác với hệ thống bên trong. Vision Pro là một thiết bị độc lập được chạy bởi hệ điều hành tên là "visionOS", một phiên bản iOS mới được thiết kế cho chương trình thực tế mở rộng và được điều khiển qua cử chỉ chuyển động như theo dõi qua mắt và nhận dạng bằng giọng nói.

## Lịch sử

### Phát triển
Vào tháng 5 năm 2015, sau khi công ty Metaio, một công ty thực tế ảo của Đức bị mua lại. Apple dự định sẽ sử dụng kỹ thuật từ công ty này vào dự án ô tô điện của mình với biệt danh là "Dự án Titan" (Project Titan). Trong cùng năm đó, Apple cũng đã thuê Mike Rockwell từ công ty Dolby Laboratories. Rockwell sau đó đã thành lập nên một đội nhóm bao gồm có người đồng sáng lập là Metaio Peter Meier và người quản lý Apple Watch là Fletcher Rothkopf. Ông đặt tên cho đội nhóm của mình là Đội Công nghệ Phát triển. Vào năm 2016, nhóm đã phát triển thành công một phiên bản thử nghiệm thực tế ảo nhưng sau đó đã vấp phải sự phản đối của giám đốc thiết kế là ông Jonathan Ive. vào Vào tháng 4 năm 2017, Apple cũng đã thuê chuyên gia tương tác thực tế ảo và cựu chuyên gia của NASA là ông Jeff Norris. Đội của Rockwell sau đó đã được trợ giúp cung cấp ARKit trong iOS 11. Theo một công bố của trang The Information, đội của Rockwell đang cố gắng tìm cách để tạo ra một chiếc kính thực tế ảo và họ đã bắt tay làm việc với đội của Ive; Theo ý tưởng, chiếc kính sẽ để lộ đôi mắt của người đeo thông qua màn hình hiển thị ở phía trước và ý tưởng sau đó đã được nhóm thiết kế chấp nhận. Chiếc kính sau đó đã được phát triển nhưng sau đó, dự án đã bị đình trệ khi Ive rời công ty vào năm 2019. Người kế nhiệm là ông Evans Hankey sau đó cũng đã rời công ty vào năm 2023. Giám đốc kỹ thuật cấp cao, ông Geoff Stahl đã báo cáo cho Rockwell, ông đảm nhận vai trò lãnh đạo trong quá trình phát triển hệ điều hành visionOS.

### Phát hành
Những tin đồn về việc Apple sẽ sản xuất một thiết bị thực tế ảo tên là Reality Pro đã xuất hiện từ khoảng đầu năm 2022. Đến tháng 5 năm 2022, tờ Bloomberg News đưa tin, các giám đốc điều hành của Apple cùng với tổng giám đốc Tim Cook đã hoàn tất kiểm tra thiết bị. Sau đó, nhiều cuộc tuyển mộ cho đạo diễn đã được triển khai vào tháng 6 để phát triển một số nội dung trong thiết bị. Vào tháng 1 năm 2023, các kế hoạch cho thiết bị đã bị hoãn lại đột ngột. Gurman, một phóng viên từ Bloomberg đã chia sẻ một vài thông tin về chiếc kính vào tháng 4 và còn cho biết việc Apple đang cố gắng tạo sự thu hút cho nhà phát triển để phát triển thêm mảng phần mềm. Theo Apple, họ đã phải nộp hơn 5.000 tấm bằng sáng chế công nghệ để phát triển Vision Pro. Cho đên ngày 5 tháng 6 năm 2023, Apple Vision Pro đã chính thức được công bố tại Hội nghị WWDC 2023. Theo thông tin được công bố, Vision Pro dự kiến sẽ chính thức có mặt vào đầu năm 2024 tại Hoa Kỳ với giá 3.499 đô la Mỹ (tương đương với hơn 82 triệu đồng). Ước tính ban đầu sẽ có khoảng hơn 1,000,000 chiếc được sản xuất.
Vào ngày 6 tháng 6, Apple đã mua lại công ty Mira, một công ty có kỹ thuật sử dụng công nghệ AR trong trò chơi Mario Kart của Super Nintendo World. Hơn nữa, công ty còn có hợp đồng với Không quân và Hải quân Hoa Kỳ. 11 nhân viên đầu tiên của công ty đã được giới thiệu.

## Thiết kế

### Phần cứng
Apple Vision Pro có mặt trước được bao phủ bằng nhiều lớp kính dán hiển thị, khung nhôm nằm ở giữa được làm bằng vật liệu không gian và sau cùng là một phần dây đai có thể điều chỉnh được và tấm đệm linh hoạt được làm bằng vải dệt ba chiều, cả ba thành phần đều được thiết kế theo dạng mô-đun. Khung kính có chứa 5 cảm biến, 6 chiếc micro và 12 camera. Hai màn hình micro-OLED với độ phân giải UHD 4K tổng cộng 23 triệu pixel nằm ở mỗi bên mắt, mỗi ống kính đều sẽ được nhìn thấy bởi người sử dụng. Đôi mắt thì được theo dõi bởi hệ thống đèn LED và camera hồng ngoại, tạo cơ sở cho hệ thống nhận diện mống mắt có tên là Optic ID. Tùy chỉnh thị giác cũng được hỗ trợ cho những người dùng bị cận thị; những ống kính này sẽ gắn thêm mỗi nam châm vào thấu kính chính và được phát triển bởi Carl Zeiss AG, một công ty cũng hợp tác với Apple. Loa của chiếc kính được đặt ở bên trong dây đai và hướng phía trên tai của người sử dụng, có thể tạo ra âm thanh vòm và kết nối được với các thiết bị khác.
Sơ hữu chiếc camera ba chiều đầu tiên. Vision Pro được hỗ trợ bởi con chip Apple R1 mới được sản xuất dành riêng cho thiết bị và đi kèm với bộ xử lý Apple M2. Được sử dụng để xử lý các cảm biến đầu vào và được làm mát bằng hệ thống quạt nhẹ. Hệ thống pin được gói vào một cục sạc kết nối được với chiếc kính qua cáp và cho phép thiết bị chạy trong 2 giờ. Ngoài ra, chiếc kính cũng có thể được kết nối thông qua nguồn điện bên ngoài với tốc độ chỉ 12 ms.
The user's face is scanned by the headset during setup to generate a "persona"—a realistic avatar used by OS features. Samuel Axon of Ars Technica reported during their demo at WWDC their face was scanned by an iPhone with TrueDepth camera for fitting purposes, their ears were scanned to optimize the speakers, and that this aspect of the process can be done with the user's own iPhone or at an Apple Store as part of the purchase process.
Núm xoay trên chiếc kính được sử dụng để có thể tùy chỉnh lượng nền ảo đang bao phủ tầm nhìn của người dùng. Từ chế độ xem hỗn hợp, nơi các phương tiện đa chiều trong thế giới thực và chế độ xem thực tế ảo, nơi người dùng có thể ẩn toàn bộ không gian thực. Vision Pro còn có công nghệ màn hình hướng ngoài được gọi là EyeSight và Persona. Dùng để thể hiện đôi mắt của người dùng được hiển thị qua mức độ thực tế của người dùng, mắt của họ bị mờ đi khi đang ở chế độ thực tế và chỉ bị che khuất lại khi đang ở chế độ thực tế ảo hoàn toàn, chức năng này có thể cho người khác  hiểu rõ hơn về nhận thức và môi trường của người dùng. Khi người khác tiếp cận, EyeSight sẽ trong suốt màn hình và có thể hiển thị mắt của người dùng như bình thường, ngay cả khi ở trong thực tế ảo và người dùng đó có thể nhìn thấy người khác.

### Phần mềm
Apple Vision Pro được chạy bởi hệ điều hành visionOS, phần lớn được lấy từ iOS và các khung phần mềm XR cụ thể để thể hiện và tương tác với thời gian thực. Hệ điều hành cũng có thể tương tác ba chiều với người dùng thông qua ngón tay, đôi mắt và nhận dạng giọng nói, ví dụ như người dùng có thể tương tác với những cửa sổ bằng tay không. Ngoài ra, các ứng dụng có thể được hiển thị trên cửa sổ và visionOS cũng hỗ trợ các thiết bị Bluetooth ngoại vi, bao gồm Bàn phím ma thuật, Trackpad và Gamepad. Trợ lý ảo Siri cũng được tích hợp vào trong thiết bị.
Apple đã từng tuyên bố rằng "hàng trăm nghìn ứng dụng iPhone và iPad quen thuộc" sẽ được tương thích với nền tảng này. Các ứng dụng từ bộ Microsoft 365, bao gồm Microsoft Word, Microsoft Excel và Microsoft Teams, cũng như là Adobe Lightroom, Cisco Webex và Zoom và Disney+ cũng đã công bố kế hoạch phát triển ứng dụng của họ cho visionOS. Hơn 100 trò chơi Apple Arcade cũng sẽ tương thích với visionOS khi ra mắt. Công ty hiện đang hợp tác với Unity Technologies để có thể hỗ trợ nhiều chức năng tương thích với các ứng dụng dựa trên công cụ Unity trên visionOS.